# Храм Весты (Тиволи)
Храм Весты в Тиволи (лат. Aedes Vestae, итал. Tempio di Vesta, Tivoli) — руины круглого античного храма, посвящённого Весте, древнеримской богине домашнего очага. Располагается в Тиволи, Италия, в области Лацио, в 24 км к северо-востоку от Рима.

## История и атрибуция
Храм датируется началом I в. до н. э. либо концом II в. до н. э. Его руины находятся на акрополе древнего города с видом на водопады реки Аньене, которые входят в Виллу Грегориана (итал. Villa Gregoriana). Рядом с этой постройкой расположен так называемый Храм Сивиллы. Точно неизвестно, кому изначально был посвящён храм: Геркулесу, богу-покровителю Тибура (этрусское название Тиволи), Тибуртинской Сивилле по имени Альбунея или Тибурну (Тибуру), герою, от имени которого произошло древнее название города, либо самой Весте, богине домашнего очага.
Благодаря своей круглой форме храм ассоциируется с культом богини Весты, которой обычно посвящали постройки в виде толоса с жертвенным очагом в центре. Подобные сооружения хорошо известны: Храм Весты на Римском форуме, Храм Весты (Геркулеса) на Бычьем форуме в Риме. Однако веских доказательств той или иной атрибуции не существует.
Имя строителя или реставратора Храма Весты — Луций Геллий, судьи и куратора общественных работ в Тибуре в I в. до н. э. — увековечено в надписи на архитраве. В средневековье языческий храм был преобразован в церковь Санта-Мария-Ротонда. Следы христианской росписи сохранялись внутри целлы до начала XX века. В 1884 году то, что сохранилось от древнего сооружения, было восстановлено.

## Архитектура

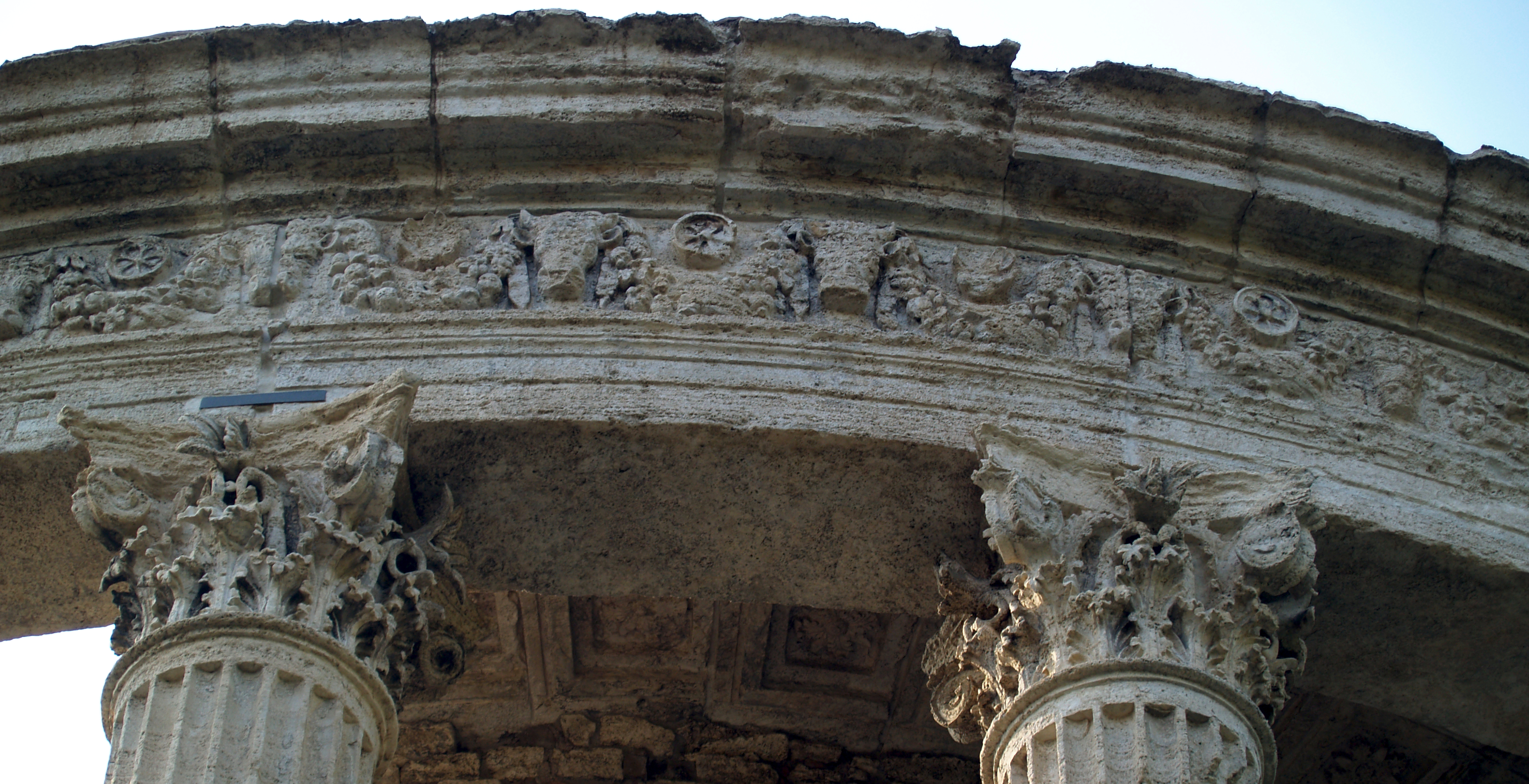
Орнамент букраний. Деталь фриза храма

Храм относится к типу круглых храмов — толосов, с внутренними стенами (целлой) и конической кровлей наподобие архаической хижины. Диаметр здания: 14,25 м. Постройка возвышается на кирпичном подиуме высотой 2,39 м, облицованном блоками из травертина. Целла имеет дверь шириной 2,40 м и высотой 5,5 м, по сторонам которой находились два окна.
Храм окружён восемнадцатью колоннами коринфского ордера высотой 7,10 м с восемнадцатью тонко вырезанными каннелюрами на каждой. Эмбат (нижний диаметр колонн) равен 0,76 м. В настоящее время осталось всего десять колонн. Пол покрыт плитками из травертина. фриз украшен букраниями с гирляндами и цветочными розетками. Изначально храм был покрыт конической кровлей с отверстием для выхода дыма от священного очага. Гипотетическую реконструкцию Храма Весты, вероятно, опираясь на известные в то время аналоги, сделал в эпоху Возрождения Джулиано да Сангалло. Согласно этой реконструкции, коническая крыша ещё в древности была перестроена в невысокий купол на низком цилиндрическом барабане. Однако такая версия подвергается сомнению.
Изнутри поверхность свода была украшена двумя рядами кессонов с розетками. Из храма открывается вид на реку Аньене с водопадом и оливковые рощи на холмах Тиволи. Натурные обмеры Храма Весты в Тиволи впервые были опубликованы А. Десгодетцем в 1682 году в Париже (Les édifices antiques de Rome dessinés et mesurés très exactement par AD Architecte).

## Воспроизведения и подражания
Античный храм в Тиволи всегда привлекал внимание художников: архитекторов, живописцев и рисовальщиков-гравёров. В XVIII в. Джузеппе Вази и Джованни Баттиста Пиранези изображали Храм Весты в своих офортах. Романтические виды водопада в Тиволи с храмом Весты писали живописцы: Юбер Робер, Гаспар ван Виттель (Ванвителли), Гаспар Дюге, Адам Эльсхаймер, Х. В. Дитрих и многие другие.
«Храм Весты» в течение веков служил образцом для многих построек в разных странах Европы и Америки: от более или менее точных реплик до свободных фантазий.
Во Франции Р. Мик построил ротонду для Марии-Антуанетты: «Храм любви» в парке Малого Трианона (1777). В Англии имеются Храм Весты в Уилтшире, «Храм древней добродетели» в парке Стоу. Сэр Уильям Чеймберс построил «Храм Одиночества» в Королевских садах Кью. Рисунки Храма Весты сэра Джона Соуна, которые он использовал в качестве примеров на своих лекциях, хранятся в Музее Джона Соуна в Лондоне.
В Польше по образцу Храма Весты архитектор К. П. Айгнер построил Храм Сивиллы в Пулавах (ныне Музей Чарторыйских). Храм Массенден (Mussenden Temple) — небольшой павильон-ротонда в имении Даунхилл, в графстве Лондондерри, Северная Ирландия, построен в 1783—1785 годах, вероятно, по образцу усадьбы Херви в Даунхилле.
В России архитектор Н. А. Львов в 1785—1787 годах построил Церковь Св. Троицы с колокольней, которую петербуржцы прозвали «Кулич и пасха». Она восходит к храму Весты на Римском форуме либо к храму в Тиволи, постройкам, которые Львов видел в Италии, а также они были известны ему по гравюрам Дж. Б. Пиранези и А. Парбони.

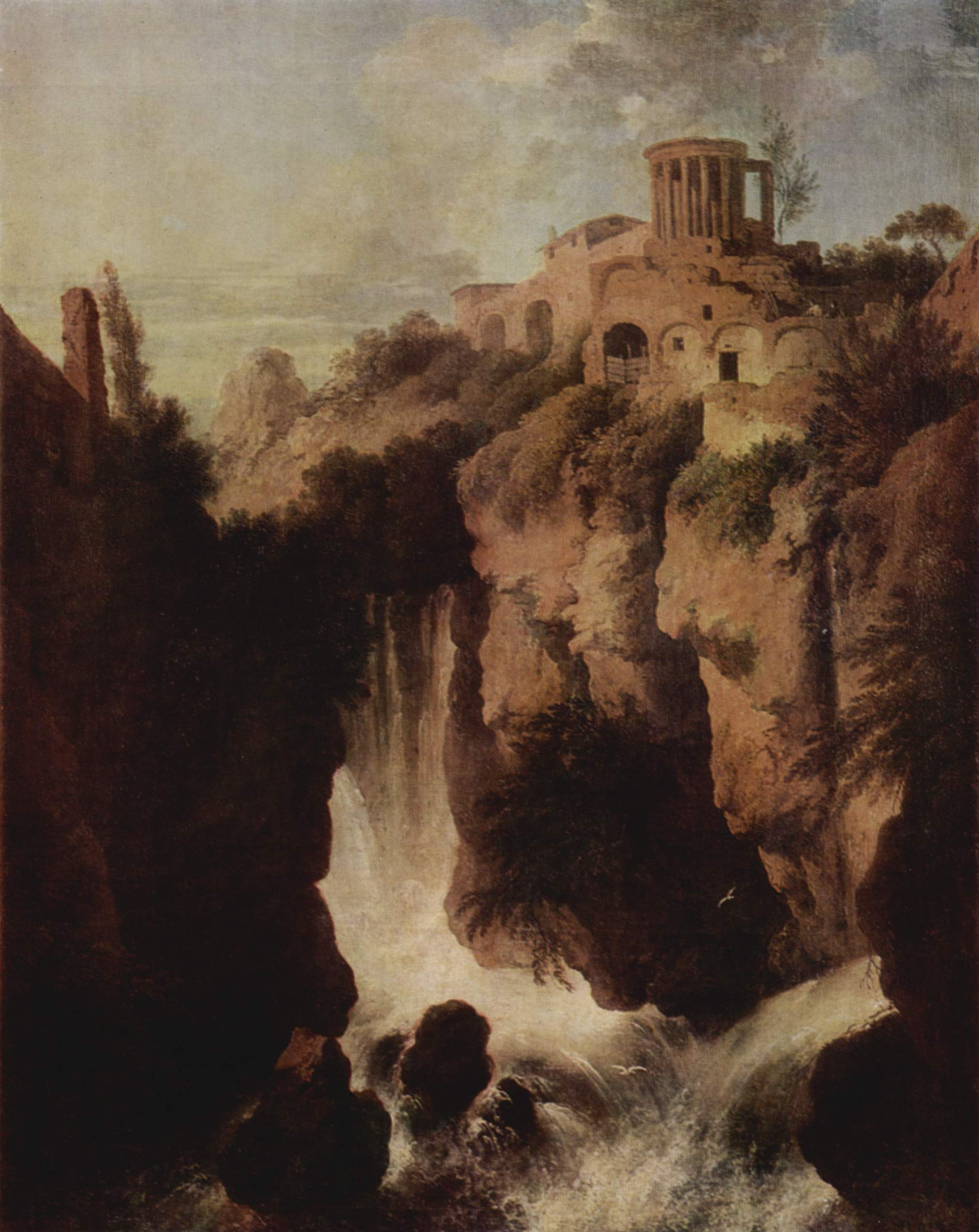
Х. В. Дитрих. Водопад в Тиволи. 1755. Холст, масло. Государственный Эрмитаж, Санкт-Петербург
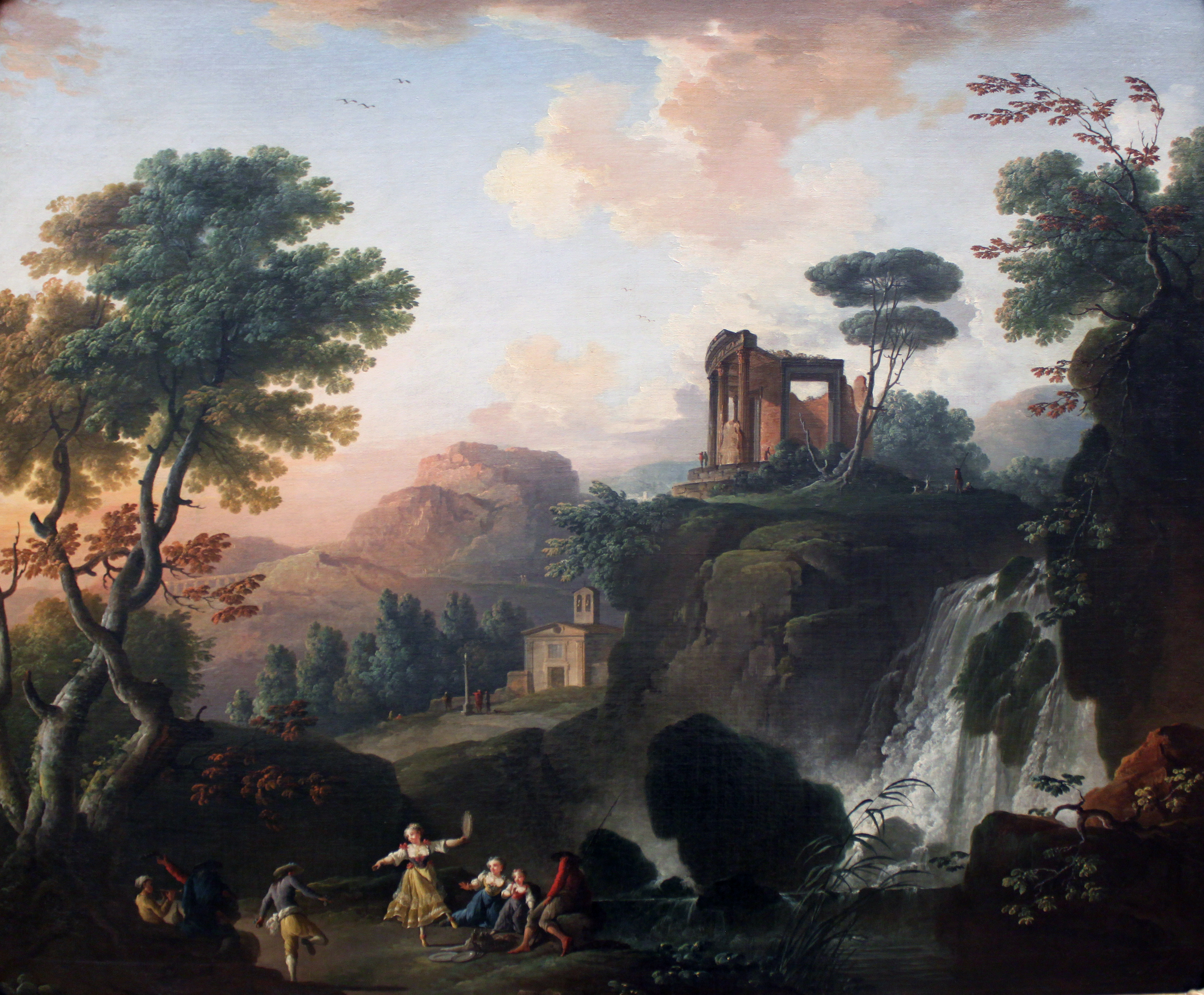
Ш.-Ф. Гренье де Лакруа. Храм Весты в Тиволи. 1764. Холст, масло. Боде Музеум, Берлин
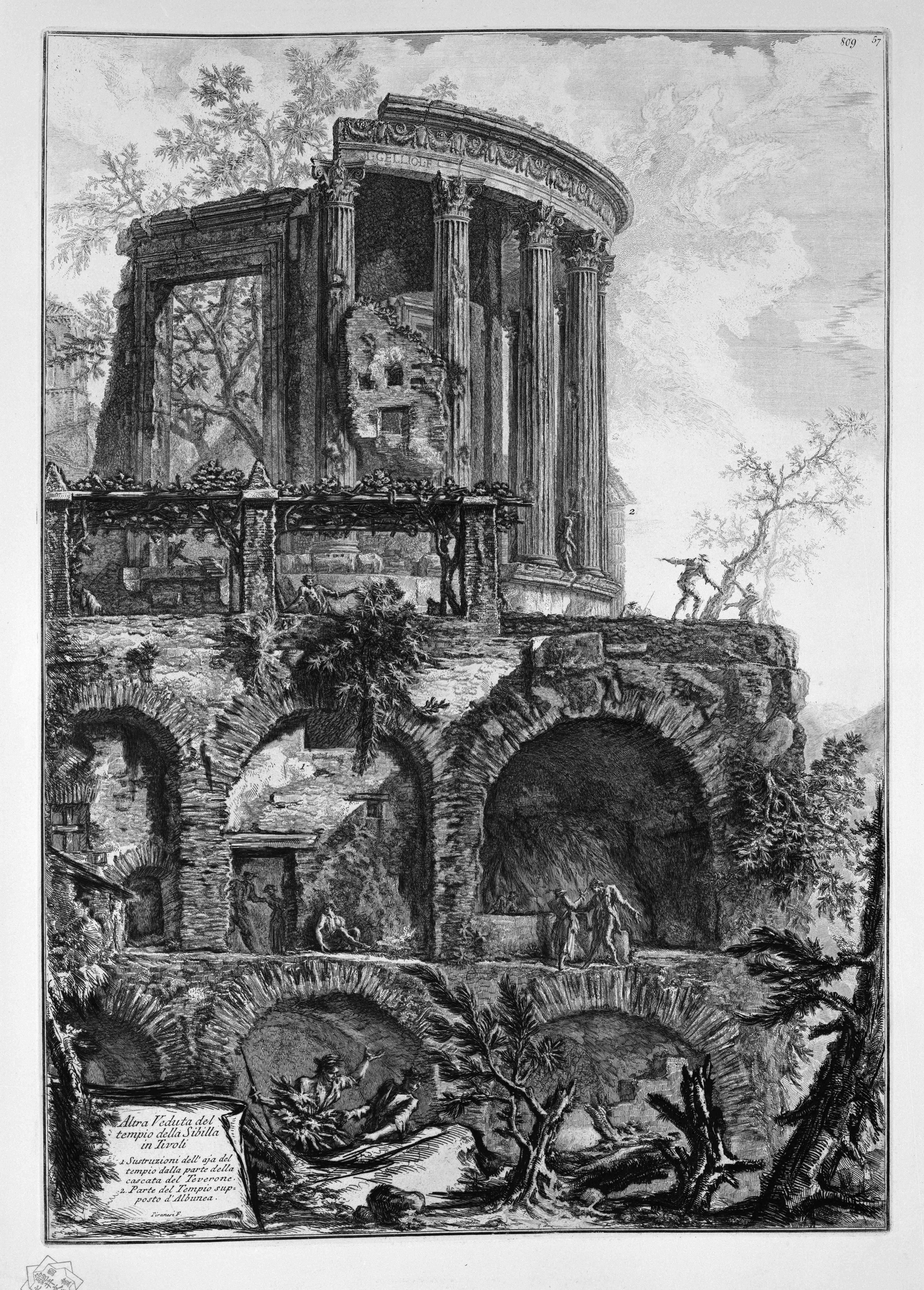
Дж. Б. Пиранези. Храм Сивиллы в Тиволи. Из серии «Виды Рима». 1766. Офорт
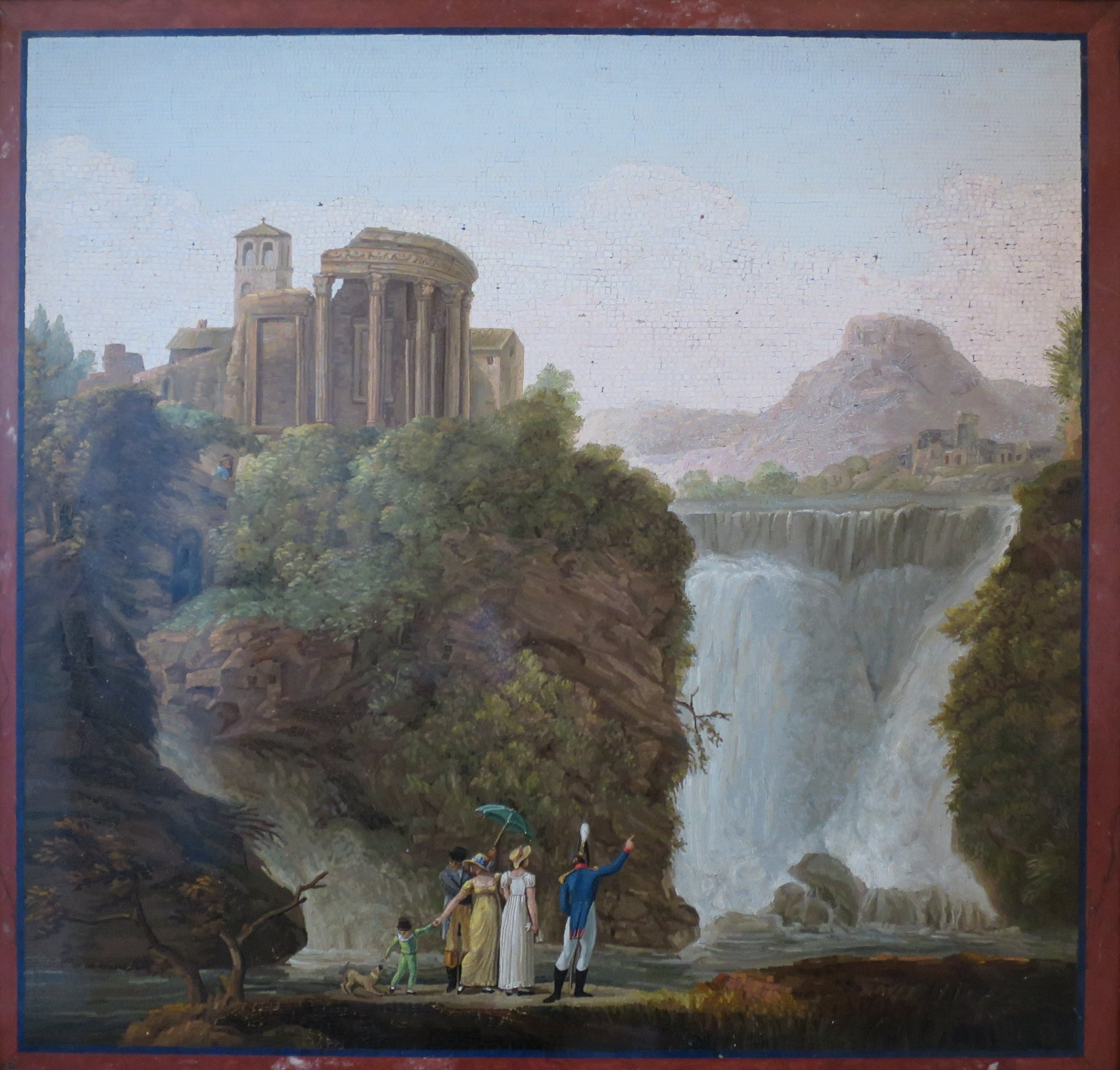
Дж. Раффаэлли. Храм Сивиллы и водопад в Тиволи. 1810-е. Римская мозаика. Государственный Эрмитаж, Санкт-Петербург
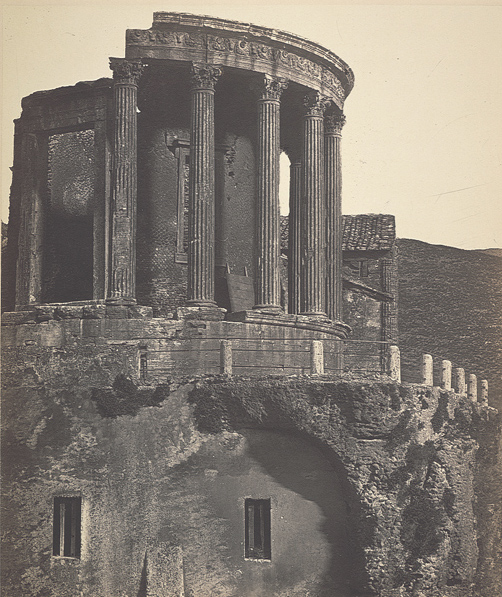
Храм Весты в Тиволи. Фотография Р. Макферсона. 1858
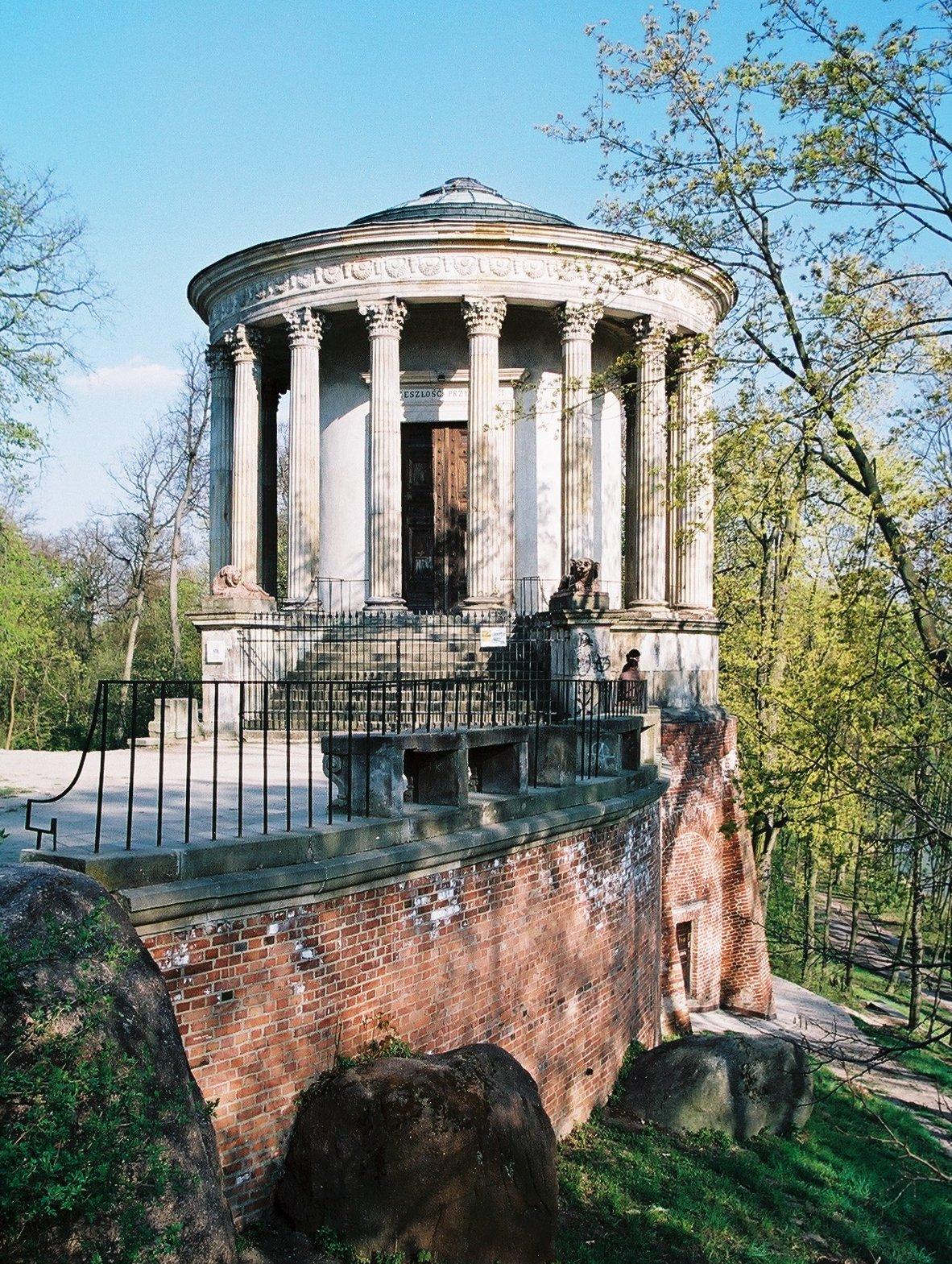
«Храм Сивиллы» в Пулавах. 1798—1801. Польша. Архитектор К. П. Айгнер
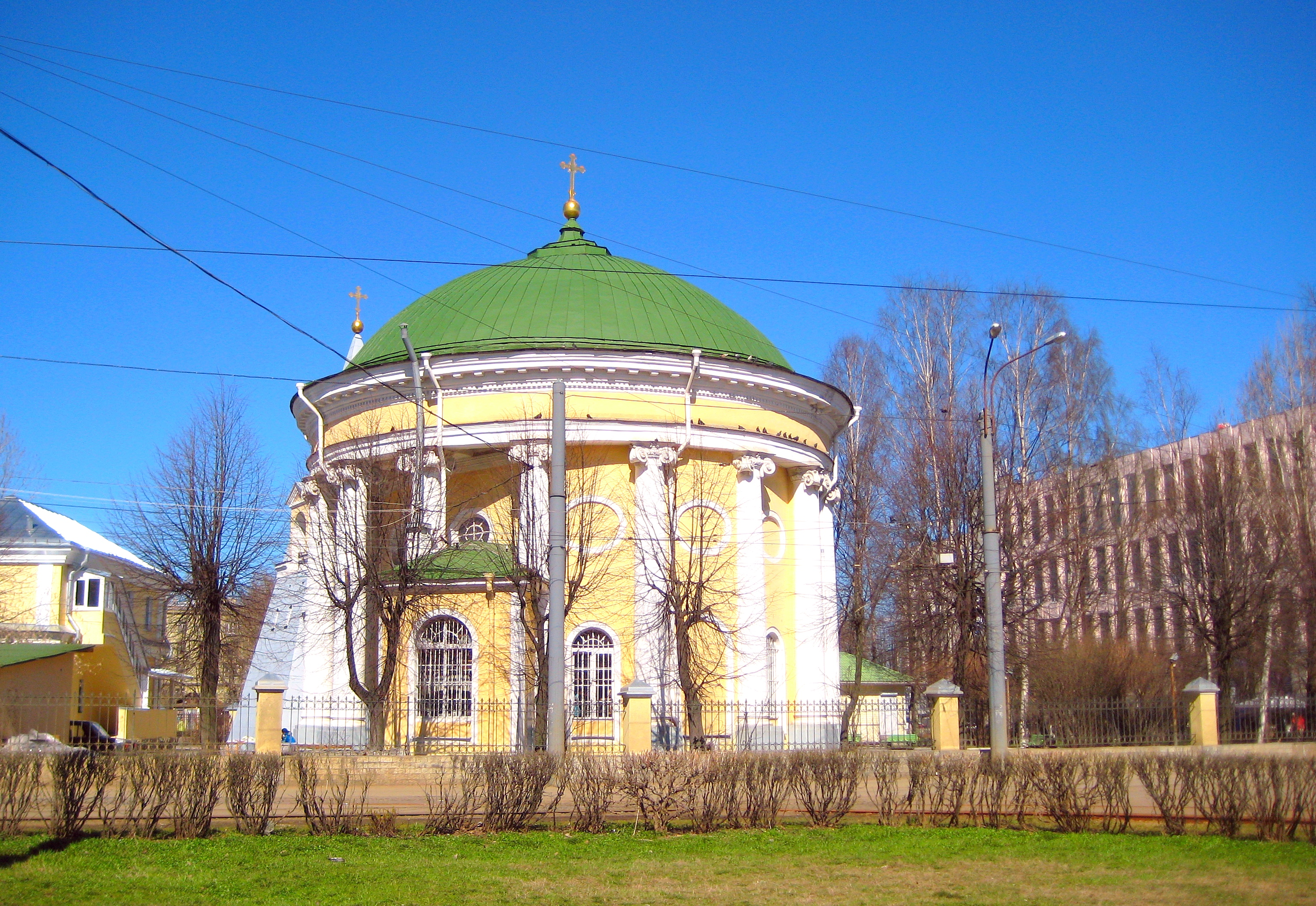
Троицкая церковь «Кулич и Пасха», Санкт-Петербург. Архитектор Н.А.Львов.